# Doulce mémoire
 (septembre 2023).
 (juillet 2024).
Il peut être nécessaire de l'améliorer pour respecter le principe de neutralité de point de vue. Veuillez consulter la page de discussion pour plus de détails.

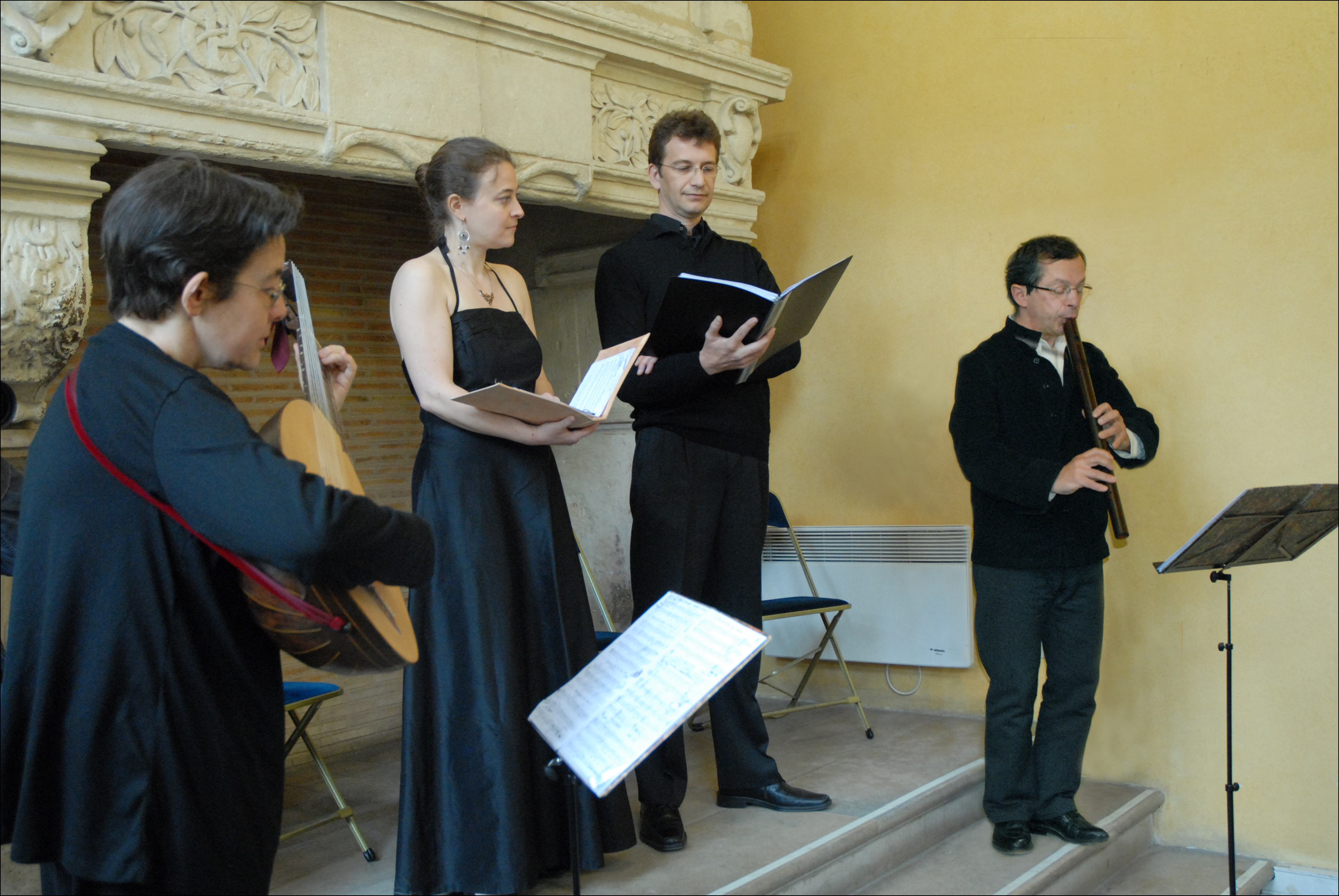
Doulce Mémoire.

Doulce Mémoire est un ensemble de musique ancienne fondé en 1990 par le flûtiste Denis Raisin Dadre et spécialisé dans le répertoire de la Renaissance. L'ensemble est basé à Tours en région Centre-Val de Loire.

## Historique
- 1989 : Paris, création de l'ensemble
- 1995 : sortie du premier CD Chansons et Danceries (Choc du Monde de la musique)
- 1998 : création du cabaret renaissance : La Dive Bouteille et tournée dans les pays de l'Est
- 1999 : tournée aux USA, Japon, Italie, Portugal, Suisse et Allemagne. Sortie du CD Requiem des Rois de France qui obtient les plus hautes récompenses et est élu disque de l'année du Monde
- 2002 : grande tournée en Amérique du sud (Argentine, Chili, Mexique et Colombie)
- 2004 : nouvelle tournée en Amérique du sud (Brésil, Chili, Bolivie, Venezuela, Argentine, Colombie). Fête de la Musique au Sénat.
- 2005 : tournées internationales à Cuba, Prague, Tahiti, en Allemagne, en Équateur et aux Pays-Bas. Sortie du CD, les meslanges de Du Caurroy (Diapason d'Or)
- 2006 : tournée d'1 mois aux USA et en Bolivie. Création internationale de deux œuvres contemporaines de Pierre-Adrien Charpy et de Jummei Suzuki
- 2007 : sortie du CD Concert secret des Dames de Ferrare. Résidence au Printemps des Arts de Monte-Carlo
- 2008 : création des Roses d'Ispahan avec deux musiciens iraniens
- 2009 : création du programme et sortie du CD Laudes (Diapason d'Or et disque de l'année du Monde). Résidence et création à Taipei de Mémoire des Vents du sud avec la compagnie taïwanaise Han Tang Yuefu
- 2010 : Tournée du spectacle Mémoire des vents du Sud en Chine et en France
- 2011 : Sortie du disque Requiem d'Anne de Bretagne (Diapason d'Or, sélection du Monde, Bravo Télérama) ; création des spectacles L'Honnête Courtisane et Le Procès de Monteverdi
- 2012 : Enregistrement et concert à Istanbul puis tournée de La Porte de Félicité avec l'ensemble Kudsi Ergüner. Sortie du disque (5 diapasons)
- 2013 : Sortie du disque Cabezon et enregistrement de la Messe pour le Camp du Drap d'Or
- 2014 : Doulce Mémoire fête ses 25 ans au Grand Théâtre de Tours et Salle Gaveau à Paris
- 2015 : 1515*2015, Doulce Mémoire célèbre le 500e anniversaire de François 1er. Création du spectacle Magnificences à la cour de France, mêlant musique, danse et magnifique costumes.

## Discographie
- Livre-disque François Ier, musiques d'un règne, Label Zig-Zag Territoires, ZZT357, 2015
- Chansonettes frisquettes, joliettes & godinettes, Label Zig-Zag Territoires, ZZT339, 2013
- Antonio de Cabezón, Obras de Musica, Label Ricercar, RIC 335, 2013
- La Porte de Félicité, avec l'ensemble Kudsi Ergüner, label Zig Zag Territoires, ZZT314, 2012
- L'Italie renaissance, label Naive, Coffret 6 CD (E8883, E8648, E8847, E8878, E8626, E8604), 2012
- Requiem d'Anne de Bretagne (Févin), avec Yann-Fañch Kemener, label Zig Zag Territoires, ZZT110501, 2011
- Que je chatoulle ta fossette (Pierre Attaingnant), label Ricercar, RIC 294, 2010
- Laudes, Musiques des confréries d'Orient et d'Occident, label Zig Zag Territoires, ZZT090901, 2009 ; cet album a été réalisé en collaboration avec le chanteur iranien Taghi Akhbari.
- Le concert secret des Dames de Ferrare (Agostini et Luzzaschi), label Zig Zag Territoires, ZZT071001, 2007
- Grand Bal à la cour d'Henri IV (Praetorius et Guédron), label K617, K617186, 2006
- Les Meslanges d'Eustache Du Caurroy, label Naive-Astrée, E8900, 2005
- Doulce Mémoire (double CD best off), label Naive-Astrée, E8898, 2004
- Léonard de Vinci - L'Harmonie du monde (Dalza, Trombocino, Attaingnant), label Naive-Astrée, E8883, 2003
- Office des Ténèbres de Morales, label Naive-Astrée, E8878, 2002
- Le Siècle du Titien - La musique à Venise (1490-1576) (Trombocino, Verdelot, Arcadelt, Willaert), label Naive-Astrée, E8847, 2001
- Viva Napoli (Bendussi, Azzaiolo, Negri, Nola, Festa, Willaert, Lassus, Zanetti), label Naive-Astrée, E8648, 2000
- Messe de Mariage Henri IV et Catherine de Médicis (Lejeune, Du Caurroy, Gagliano, Bati), label Naive-Astrée, E8808, 2000
- Requiem des Rois de France (Du Caurroy, Goudimel), label Naive-Astrée, E8660, 1999
- Lorenzo Il Magnifico, Trionfo di Bacco, Chansons de Carnaval (1449-1492) (Desprez, Isaac), label Astrée Auvidis, E8626, 1998
- Folie Douce, renaissance improvisations (Praetorius, Galilei, Peuerl), Dorian Dor, 90262, 1998
- Baltassar Castiglione, Il libro del Cortegiano (Cara, Franciscus, Trombocino, Francesco d'Ana), Astrée Auvidis, E8604, 1996
- Jacques Moderne, Fricassées lyonnaises (Roquelay, Sandrin, de Lys, Fresneau), label Astrée Auvidis, E 8567, 1995
- Pierre Attaingnant, Chansons nouvelles et Danceries (Sermisy, Gervaise, Certon, Cadeac), label Astrée Auvidis, E8545, 1994